# Euphorbia robivelonae
Euphorbia robivelonae ist eine Pflanzenart aus der Gattung Wolfsmilch (Euphorbia) in der Familie der Wolfsmilchgewächse (Euphorbiaceae).

## Beschreibung
Die sukkulente Euphorbia robivelonae wächst als Strauch mit vielen Zweigen und wird bis 1 Meter hoch. Die Triebe werden bis 1 Zentimeter dick und sind mit Blattnarben besetzt. Die linealischen, dunkelgrünen und etwas dicklichen Blätter stehen an einem 5 Millimeter langen Stiel und werden bis 8 Zentimeter lang und 0,8 Zentimeter breit. 
Der Blütenstand besteht aus einzelnen Cymen, die auf 1,5 Zentimeter langen Blütenstandstielen stehen. Die weißen Cyathophyllen werden 12 Millimeter lang und 8 Millimeter breit, umranden die etwa 2 Millimeter im Durchmesser großen Cyathien und besitzen ausgebreitete Spitzen. Die Nektardrüsen sind gelb gefärbt. Die stumpf gelappte und fast sitzende Frucht erreicht 3 Millimeter im Durchmesser.

## Verbreitung und Systematik
Euphorbia robivelonae ist endemisch im Norden von Madagaskar in Höhenlagen von 60 bis 100 Meter verbreitet.
Die Art steht auf der Roten Liste der IUCN und gilt als stark gefährdet (Endangered).
Die Erstbeschreibung der Art erfolgte 1994 durch Werner Rauh.